# S-50

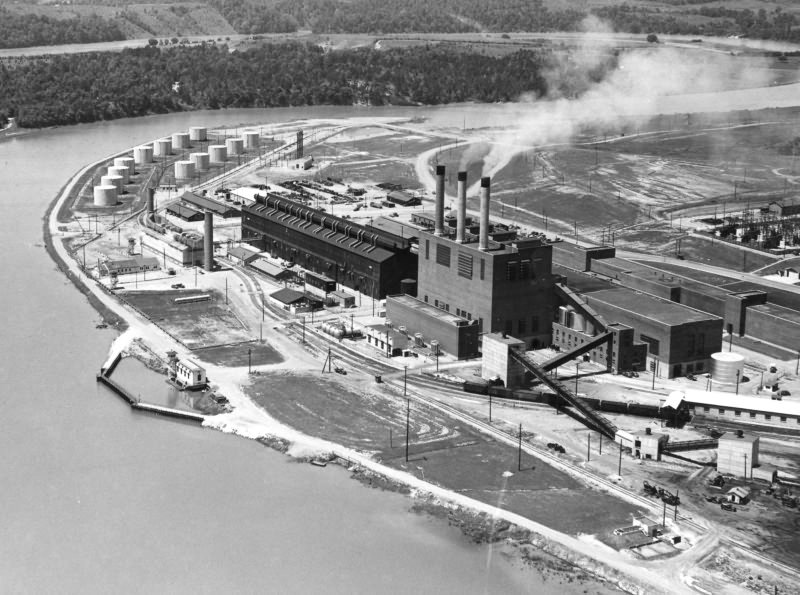
Casa de força da K-25 com a planta S-50 além dela, vista a partir do ar.

S-50 era uma unidade de produção do Projeto Manhattan, que enriqueceu urânio pela difusão térmica líquida; uma das três plantas de enriquecimento de urânio do Projeto Manhattan no Clinton Engineer Works em Oak Ridge, Tennessee.
O processo de difusão térmica para a separação de isótopos de urânio, que havia sido desenvolvida por cientistas da Marinha dos Estados Unidos, não era uma das tecnologias de enriquecimento de urânio inicialmente selecionadas para uso no Projeto Manhattan liderado pelo Exército. No entanto, em junho de 1944, depois de analisar o progresso dos experimentos de Philip Abelson na difusão térmica na Philadelphia Navy Yard, uma equipe de especialistas do Projeto Manhattan recomendou que uma planta de difusão térmica fosse construída para aumentar a capacidade de produção do processo de separação eletromagnética, em seguida, operando na planta Y-12 em Oak Ridge.
Em 18 de junho de 1944, o major-general Leslie Groves contratou a H.K. Ferguson Company de Cleveland, Ohio, para construir a usina S-50. Ele deu à empresa apenas 90 dias (metade do tempo de forma otimista estimado necessário) para completar o projeto, que incluiu a instalação de 2 142 colunas de difusão de 15 metros de altura feitas de cobre e níquel. A instalação ficava ao lado do local da K-25, onde uma enorme planta de difusão gasosa estava em construção. Com a ajuda de atalhos criativos, como o uso de trens de passageiros para entregar alguns materiais de construção, Ferguson encontrou um prazo aparentemente impossível. Em 16 de setembro de 1944, a usina de enriquecimento S-50 começou a operação parcialmente. A Union Carbide era a empreiteira que a operava. O vapor foi obtido a partir da potência da K-25. Inicialmente, vazamentos de produção limitaram a S-50, mas em janeiro de 1945, a unidade iniciou a produção substancial de urânio enriquecido a cerca de 0,85% de U-235. Em 15 de março de 1945, todas as 21 "prateleiras" de produção estavam operando.
Em face aos problemas com todos os três processos de enriquecimento, em abril de 1945 Robert Oppenheimer ordenou que todos os três processos de enriquecimento fossem executados em série. O processo de difusão térmica S-50 se tornou a primeira etapa de enriquecimento, alcançando níveis de enriquecimento de menos de 2% do urânio-235. Este material foi alimentado ao processo de difusão gasosa na planta K-25, que produziu um produto enriquecido a cerca de 23% do U-235. Esse produto foi, por sua vez, alimentado nos calutrons na Y-12, o que aumentou a concentração de U-235 em cerca de 84%, fornecendo o urânio utilizado na bomba atômica Little Boy que foi lançada sobre Hiroshima, no Japão, em 6 de agosto de 1945.
A instalação S-50 foi completamente encerrada em 9 de setembro de 1945, menos de um ano depois que começou a operação. Nos primeiros anos do pós-guerra, o edifício foi usado para projetos de pesquisa e desenvolvimento de energia militar e nuclear, nomeadamente incluindo trabalhos sobre a viabilidade de Aeronaves Nucleares de Propulsão, mas foi demolida pouco tempo depois.